# Ruta Provincial 3 (La Pampa)
La Ruta Provincial 3 es una carretera de Argentina en el este de la provincia de La Pampa. Su recorrido total es de 289 km casi un su totalidad de tierra natural en regular estado.

## Recorrido
La ruta corre de norte a sur por el este de la provincia.
Desde la Ruta Provincial 101 en la localidad de Speluzzi tiene sentido sur. Cruza la Ruta Provincial 102, importante vía de acceso entre General Pico y Eduardo Castex. Allí cruza las vías del ramal a Telén del Ferrocarril Sarmiento.
Hacia el sur, pasa por los accesos a las localidades de Villa Mirasol y Colonia Barón.
Cruza la Ruta Nacional 5 a la altura de la localidad de Uriburu.
Cruza la Ruta Provincial 14 en el pueblo de Cereales.
Se interseca con la Ruta Provincial 18 en Atreucó al cruzar las vías del ramal a Doblas.
Y al llegar a la Ruta Nacional 35 se convierte en el único acceso a la localidad de Abramo, siendo 6 km de asfalto.